# Olivier Gourmet

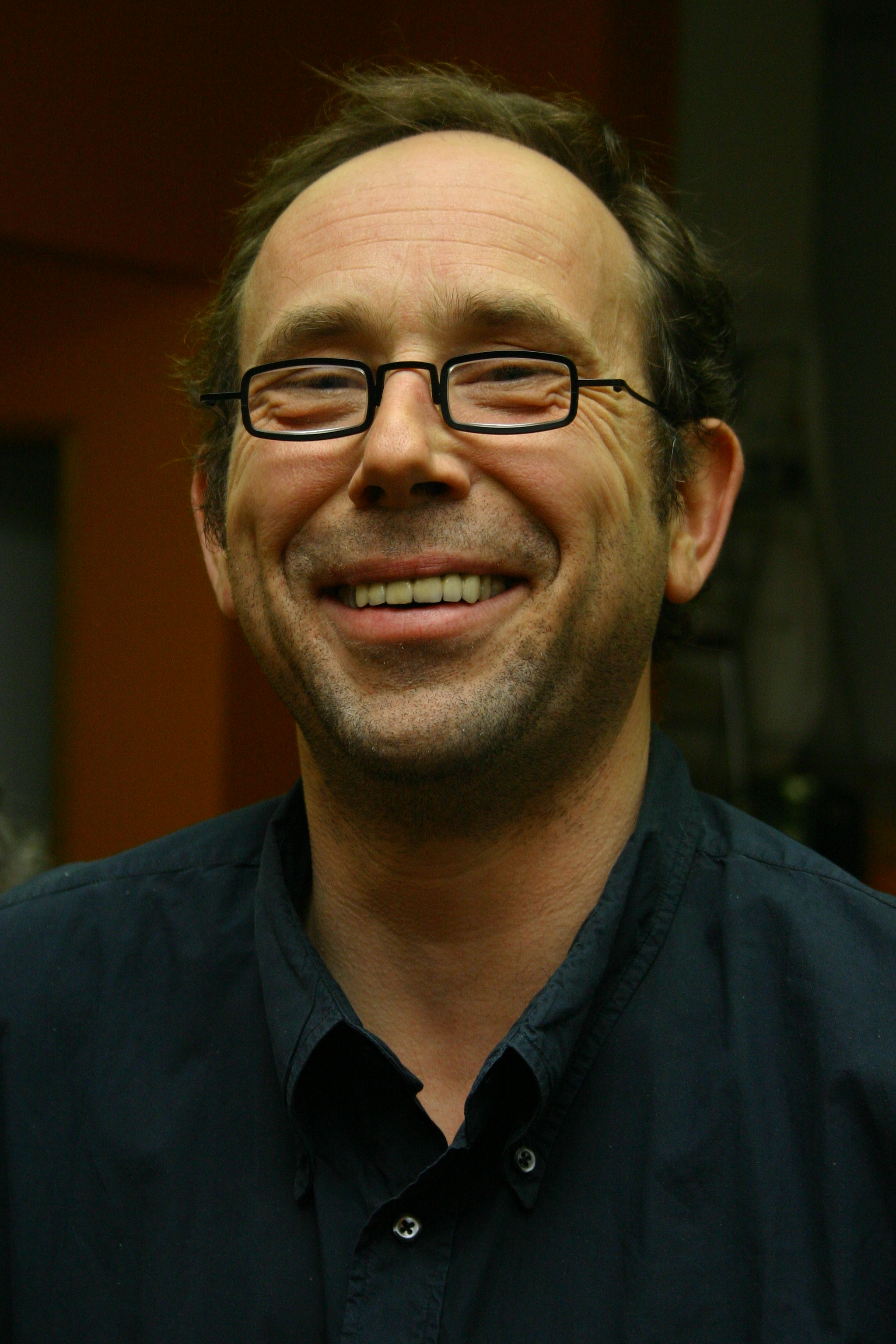
Olivier Gourmet (2008)

Olivier Gourmet (* 22. Juli 1963 in Namur, Belgien) ist ein belgischer Schauspieler.

## Leben
Olivier Gourmet studierte Schauspiel am Conservatoire royal de Liège. Während dieser Zeit lernte er die beiden belgischen Filmemacher Jean-Pierre und Luc Dardenne kennen. Er spielte zum ersten Mal für sie in deren 1996 erschienenen Drama Das Versprechen an der Seite von Jérémie Renier und Assita Ouedraogo mit. Unter der Regie der Dardenne-Brüder wirkte er später auch in Rosetta, Der Sohn, Das Kind, Lornas Schweigen, Der Junge mit dem Fahrrad, Zwei Tage, eine Nacht und Das unbekannte Mädchen als Darsteller mit. Für seine Leistung in Der Sohn wurde er 2002 für den Europäischen Filmpreis als Bester Darsteller und für seine Darbietung in Der Aufsteiger für den französischen Filmpreis César als Bester Hauptdarsteller nominiert.

## Filmografie (Auswahl)
- 1990: Hostel Party
- 1996: Am achten Tag (Le huitième jour)
- 1996: Das Versprechen (La promesse)
- 1998: Papa ist jetzt im Himmel (Papa est monté au ciel)
- 1998: Wer mich liebt, nimmt den Zug (Ceux qui m’aiment prendront le train)
- 1999: Rosetta
- 2000: Nadia und der große Streik (Retiens la nuit)
- 2000: Uneasy Rider (Nationale 7)
- 2001: Lippenbekenntnisse (Sur mes lèvres)
- 2001: Milch der Zärtlichkeit (Le lait de la tendresse humaine)
- 2001: Kinder haften für ihre Eltern (Mercredi, folle journée!)
- 2001: Schnee von gestern (De l’histoire ancienne)
- 2002: Der Sohn (Le fils)
- 2002: Ein Teil des Himmels (Une part du ciel)
- 2002: Peau d’Ange – Engel weinen nicht (Peau d’ange)
- 2003: Das Geheimnis des gelben Zimmers (Le mystère de la chambre jaune)
- 2003: Wolfzeit (Le temps du loup)
- 2004: Das Alphabet des Lebens (Les fautes d’orthographe)
- 2004: Wenn die Flut kommt (Quand la mer monte …)
- 2005: Duplicity – Deine Familie gehört mir (Trouble)
- 2005: Das Kind (L’enfant)
- 2005: Das Parfüm der Dame in Schwarz (Le parfum de la dame en noir)
- 2005: Die Axt (Le couperet)
- 2005: Der Oberst und ich (Mon colonel)
- 2007: Madonnen
- 2007: Die Qual der Wahl (Poison d’avril)
- 2007: Ein freier Mann (Candidat libre)
- 2007: Fred Vargas – Fliehe weit und schnell (Pars vite et reviens tard)
- 2008: Go Fast
- 2008: Home
- 2008: Lornas Schweigen (Le silence de Lorna)
- 2008: Public Enemy No. 1 – Todestrieb (L’ennemi public n° 1)
- 2009: Altiplano
- 2009: Un ange à la mer
- 2010: Nichts zu verzollen (Rien à déclarer)
- 2010: White as Snow – Wie weit würdest du gehen? (Blanc comme neige)
- 2011: Der Junge mit dem Fahrrad (Le gamin au vélo)
- 2011: Der Aufsteiger (L’exercice de l’État)
- 2011: Falsches Spiel (Le roman de ma femme)
- 2012: The Lookout – Tödlicher Hinterhalt (Le guetteur)
- 2013: Zärtlichkeit (La tendresse)
- 2013: Grand Central
- 2013: Violette
- 2014: Zwei Tage, eine Nacht (Deux jours, une nuit)
- 2014: Madame Bovary
- 2015: Jamais de la vie
- 2016: Monsieur Chocolat (Chocolat)
- 2016: Das unbekannte Mädchen (La fille inconnue)
- 2016: Midnight Sun (Midnattssol, Fernsehserie)
- 2016: Stromaufwärts (En amont du fleuve)
- 2017: Der junge Karl Marx (Le jeune Karl Marx)
- 2017: Ein königlicher Tausch (L’échange des princesses)
- 2017: Ein Kuss von Béatrice (Sage femme)
- 2018: Ein Volk und sein König (Un peuple et son roi)
- 2018: Vorhang auf für Cyrano (Edmond)
- 2019: Intrige (J’accuse)
- 2020: De Gaulle
- 2020: Moloch
- 2022: Die Mörder meines Sohnes (Entre la vie et la mort)
- 2022: Oussekine (Fernseh-Vierteiler)
- 2023: Farang – Schatten der Unterwelt (Farang)
- 2025: Die Farben der Zeit (La venue de l’avenir)

## Auszeichnung (Auswahl)
- Internationale Filmfestspiele von Cannes 2002: Bester Darsteller für Der Sohn
- Europäischer Filmpreis 2002: Nominierung als Bester Darsteller für Der Sohn
- Prix Jutra 2007: Bester Schauspieler für Congorama
- Genie Awards 2007: Nominierung als Bester Hauptdarsteller für Congorama
- Internationales Filmfestival Karlovy Vary 2009: Bester Darsteller für Un ange à la mer
- César 2012: Nominierung als Bester Hauptdarsteller für Der Aufsteiger
- Prix Lumières 2012: Nominierung als Bester Darsteller für Der Aufsteiger
- Internationales Filmfest Braunschweig 2012: „Die Europa“ für herausragende künstlerische Leistungen um die europäische Filmkultur
- César 2014: Nominierung als Bester Nebendarsteller für Grand Central